# Red de Espacios Naturales Protegidos de Andalucía

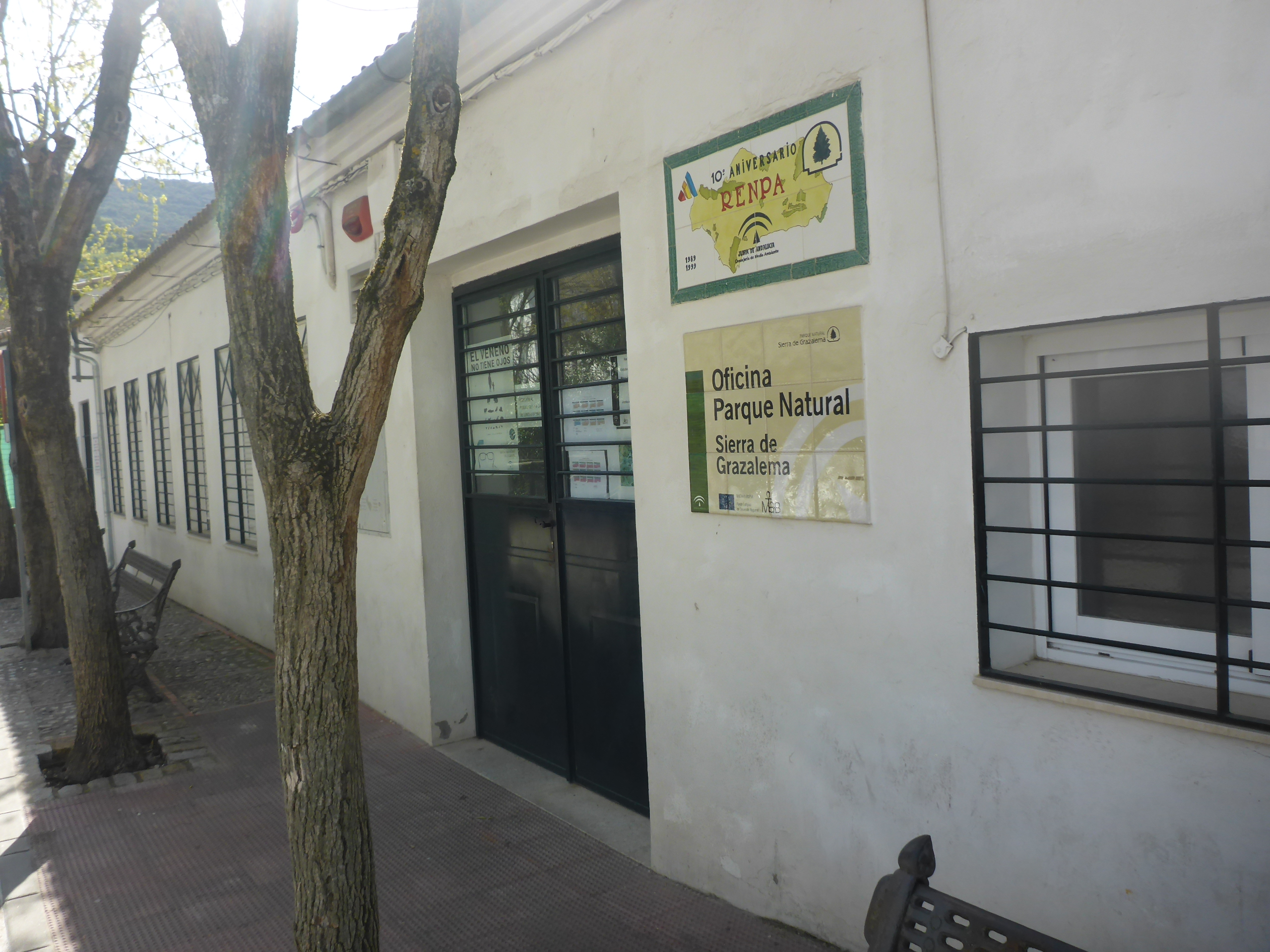
Azulejo de RENPA (Grazalema, Andalucía)

La Red de Espacios Naturales Protegidos de Andalucía (RENPA), según el artículo 1 del Decreto 95/2003, de 8 de abril, "se configura como un sistema integrado y unitario de todos los espacios naturales ubicados en el territorio de la Comunidad Autónoma de Andalucía que gocen de un régimen especial de protección en virtud de la normativa autonómica, estatal y comunitaria o convenios y normativas internacionales".

## Objetivo

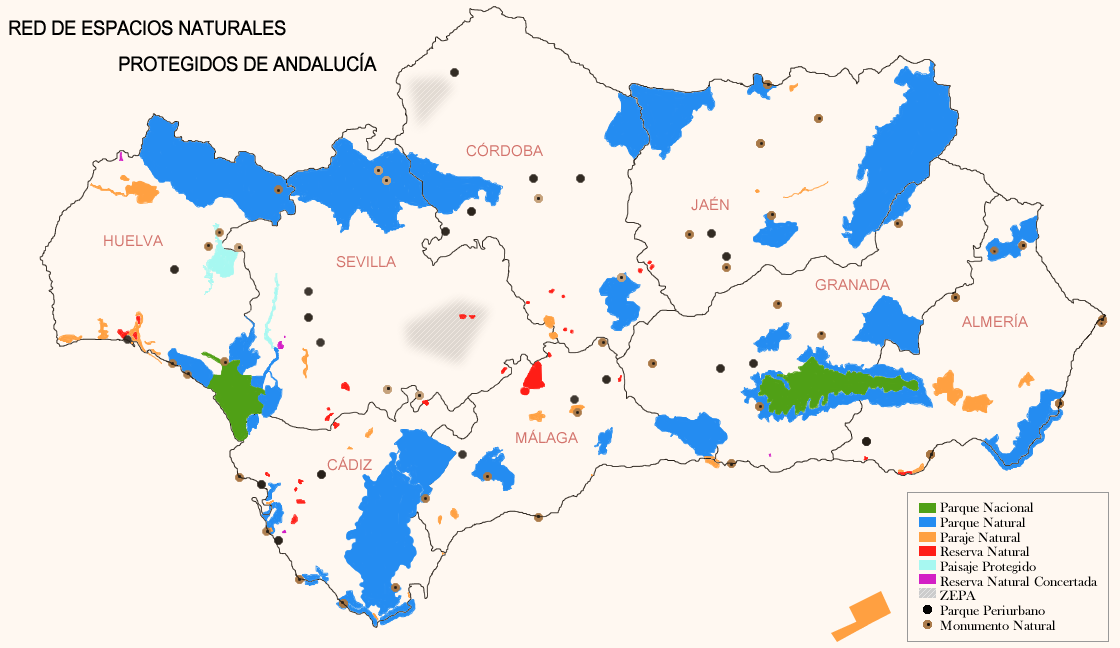

El fin que persigue esta red, es proteger y conservar la gran diversidad biológica, geológica y paisajística que se hallan en los espacios naturales protegidos incluidos en ella. Dicha diversidad, el grado de conservación y la posibilidad de compatibilizar la conservación de la naturaleza con el aprovechamiento de los recursos naturales y el desarrollo económico, fueron motivos suficientes para que en 1989 se publicara la Ley 2/1989, de 18 de julio, por la que se aprueba el Inventario de Espacios Naturales Protegidos de Andalucía y se establecen medidas adicionales para su protección. Previamente la Junta de Andalucía ya había declarado los Parques Naturales de la Sierra de Grazalema, Cazorla, Segura y Las Villas, María, Cabo de Gata, Torcal de Antequera y Subbéticas, el Paraje Natural de las Marismas del Odiel y un total de veintiuna Reservas Integrales.
La RENPA está integrada por 242 espacios, abarcando en su totalidad aproximadamente 2,8 millones de hectáreas en el territorio andaluz, lo que supone el 30,5% de la superficie de Andalucía. Cada uno de estos espacios puede estar protegido por varias figuras o designaciones de protección posibles, un ejemplo de ello sería el parque natural de Cazorla, Segura y Las Villas, el cual ostenta las designaciones de parque natural, ZEPA, LIC y reserva de la biosfera.

## Clasificación de espacios
La clasificación de los espacios naturales según su figura de protección, es la siguiente:
- Espacios Naturales Protegidos: 2 parques nacionales, 24 parques naturales, 21 parques periurbanos, 32 parajes naturales, 2 paisajes protegidos, 37 monumentos naturales, 28 reservas naturales y 5 reservas naturales concertadas.

- Espacios Protegidos Red Natura 2000: 195 Lugares de Importancia Comunitaria (LIC) y 63 Zonas de Especial Protección para las Aves (ZEPA).

- Otras figuras de protección de espacios: 9 reservas de la biosfera (Man and the Biosphere, Unesco), 25 sitios Ramsar o humedales de importancia internacional (Convenio de Ramsar), 4 zonas especialmente protegidas de importancia para el Mediterráneo - ZEPIM (Convenio de Barcelona), 2 Geoparques (Unesco) y 4 Patrimonio de la Humanidad (Unesco).

## Espacios naturales protegidos
Tras la modificación del artículo 2 de la Ley 2/1989, de 18 de julio, y atendiendo a lo previsto en el artículo 29 de la Ley 42/2007, de 13 de diciembre, del Patrimonio Natural y de la Biodiversidad, los espacios naturales protegidos de Andalucía son sólo aquellos sobre los que recaen las figuras de protección reflejados en la siguiente tabla.
Por tanto, Andalucía cuenta actualmente con 156 Espacios Naturales Protegidos: 154 con las categorías de protección referidas y 2 ZEPA (incluidas en las Zonas de Importancia Comunitaria, ZIC), y que, en conjunto, abarcan casi 1,8 millones de hectáreas, lo que supone más del 20% de la superficie de Andalucía.
| Espacios naturales protegidos: número y superficie (hectáreas) | Espacios naturales protegidos: número y superficie (hectáreas) | Espacios naturales protegidos: número y superficie (hectáreas) | Espacios naturales protegidos: número y superficie (hectáreas) | Espacios naturales protegidos: número y superficie (hectáreas) | Espacios naturales protegidos: número y superficie (hectáreas) | Espacios naturales protegidos: número y superficie (hectáreas) | Espacios naturales protegidos: número y superficie (hectáreas) | Espacios naturales protegidos: número y superficie (hectáreas) | Espacios naturales protegidos: número y superficie (hectáreas) | Espacios naturales protegidos: número y superficie (hectáreas) | Espacios naturales protegidos: número y superficie (hectáreas) | Espacios naturales protegidos: número y superficie (hectáreas) | Espacios naturales protegidos: número y superficie (hectáreas) | Espacios naturales protegidos: número y superficie (hectáreas) | Espacios naturales protegidos: número y superficie (hectáreas) | Espacios naturales protegidos: número y superficie (hectáreas) | Espacios naturales protegidos: número y superficie (hectáreas) | Espacios naturales protegidos: número y superficie (hectáreas) | Espacios naturales protegidos: número y superficie (hectáreas) | Espacios naturales protegidos: número y superficie (hectáreas) | Espacios naturales protegidos: número y superficie (hectáreas) |
| | Parque nacional                                                | Parque nacional                                                | Parque natural                                                 | Parque natural                                                 | Parque periurbano                                              | Parque periurbano                                              | Paraje natural                                                 | Paraje natural                                                 | Paisaje protegido                                              | Paisaje protegido                                              | Reserva natural                                                | Reserva natural                                                | Reserva natural concertada                                     | Reserva natural concertada                                     | Monumento natural                                              | Monumento natural                                              | ZEPA (*)                                                       | ZEPA (*)                                                       | Total                                                          | Total                                                          |                                                                |
| --- | -------------------------------------------------------------- | -------------------------------------------------------------- | -------------------------------------------------------------- | -------------------------------------------------------------- | -------------------------------------------------------------- | -------------------------------------------------------------- | -------------------------------------------------------------- | -------------------------------------------------------------- | -------------------------------------------------------------- | -------------------------------------------------------------- | -------------------------------------------------------------- | -------------------------------------------------------------- | -------------------------------------------------------------- | -------------------------------------------------------------- | -------------------------------------------------------------- | -------------------------------------------------------------- | -------------------------------------------------------------- | -------------------------------------------------------------- | -------------------------------------------------------------- | -------------------------------------------------------------- | -------------------------------------------------------------- |
| | Nº                                                             | Superficie                                                     | Nº                                                             | Superficie                                                     | Nº                                                             | Superficie                                                     | Nº                                                             | Superficie                                                     | Nº                                                             | Superficie                                                     | Nº                                                             | Superficie                                                     | Nº                                                             | Superficie                                                     | Nº                                                             | Superficie                                                     | Nº                                                             | Superficie                                                     | Nº                                                             | Superficie                                                     |                                                                |
| Almería | 1                                                              | 85.883                                                         | 3                                                              | 161.040                                                        | 1                                                              | 14                                                             | 5                                                              | 50.917                                                         | -                                                              | -                                                              | 2                                                              | 916                                                            | -                                                              | -                                                              | 6                                                              | 335,5                                                          | -                                                              | -                                                              | 18                                                             | 299.105,5                                                      |                                                                |
| Cádiz | -                                                              | -                                                              | 6                                                              | 309.543                                                        | 3                                                              | 414                                                            | 7                                                              | 1.756                                                          | -                                                              | -                                                              | 7                                                              | 3.168                                                          | 1                                                              | 40                                                             | 4                                                              | 221,9                                                          | -                                                              | -                                                              | 28                                                             | 315.142,9                                                      |                                                                |
| Córdoba | -                                                              | -                                                              | 3                                                              | 130.537                                                        | 5                                                              | 1.279                                                          | 2                                                              | 1.972                                                          | -                                                              | -                                                              | 6                                                              | 1.173                                                          | -                                                              | -                                                              | 2                                                              | 53,9                                                           | 1                                                              | 33.931                                                         | 19                                                             | 168.945,9                                                      |                                                                |
| Granada | 1                                                              | 85.883                                                         | 5                                                              | 208.102                                                        | 2                                                              | 695                                                            | 1                                                              | 1.815                                                          | -                                                              | -                                                              | -                                                              | -                                                              | 1                                                              | 14                                                             | 6                                                              | 49,2                                                           | -                                                              | -                                                              | 16                                                             | 296.558,2                                                      |                                                                |
| Huelva | 1                                                              | 54.252                                                         | 2                                                              | 240.662                                                        | 2                                                              | 283                                                            | 8                                                              | 26.139                                                         | 1                                                              | 16.957                                                         | 3                                                              | 2.393                                                          | 1                                                              | 126                                                            | 6                                                              | 14                                                             | -                                                              | -                                                              | 24                                                             | 340.826                                                        |                                                                |
| Jaén | -                                                              | -                                                              | 4                                                              | 312.304                                                        | 2                                                              | 2.917                                                          | 3                                                              | 1.403                                                          | -                                                              | -                                                              | 2                                                              | 286                                                            | -                                                              | -                                                              | 6                                                              | 99,1                                                           | -                                                              | -                                                              | 17                                                             | 317.009,1                                                      |                                                                |
| Málaga | -                                                              | -                                                              | 5                                                              | 287.000                                                        | 3                                                              | 258                                                            | 6                                                              | 6.783                                                          | -                                                              | -                                                              | 4                                                              | 10.275                                                         | -                                                              | -                                                              | 5                                                              | 150,2                                                          | -                                                              | -                                                              | 23                                                             | 304.466,2                                                      |                                                                |
| Sevilla | 1                                                              | 54.252                                                         | 2                                                              | 231.319                                                        | 3                                                              | 136                                                            | 3                                                              | 3.625                                                          | 2                                                              | 19.664                                                         | 5                                                              | 3.968                                                          | 2                                                              | 623                                                            | 5                                                              | 136,9                                                          | 1                                                              | 33.735                                                         | 24                                                             | 347.458,9                                                      |                                                                |
| Andalucía | 2                                                              | 140.135                                                        | 24                                                             | 1.422.030                                                      | 21                                                             | 5.996                                                          | 32                                                             | 90.623                                                         | 2                                                              | 19.664                                                         | 28                                                             | 21.731                                                         | 5                                                              | 803                                                            | 40                                                             | 1.060,4                                                        | 2                                                              | 69.666                                                         | 156                                                            | 1.771.708,4                                                    |                                                                |
| (*) Zona de Especial Protección para las Aves Nota: la suma total por tipo de protección puede variar, ya que algunos espacios naturales abarcan varias provincias y no se han sumado para no duplicarlos. |                                                                |                                                                |                                                                |                                                                |                                                                |                                                                |                                                                |                                                                |                                                                |                                                                |                                                                |                                                                |                                                                |                                                                |                                                                |                                                                |                                                                |                                                                |                                                                |                                                                |                                                                |